# Burg Fougères

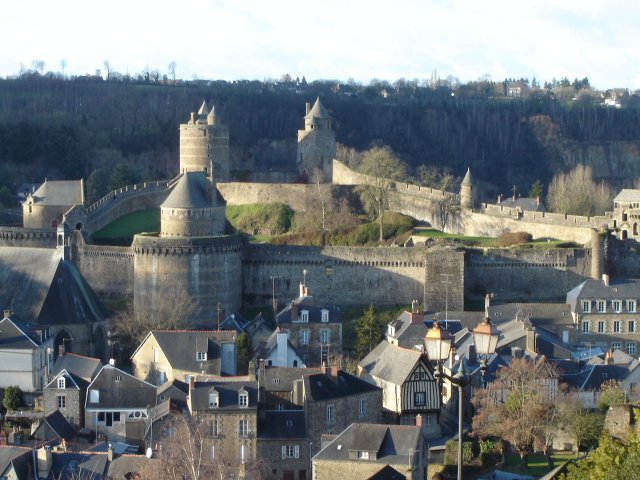
Burg Fougères

Die Burg Fougères ist eine französische Burg in der Stadt Fougères in der Bretagne im Département Ille-et-Vilaine. Sie stammt aus dem 12. bis 15. Jahrhundert und nimmt eine Fläche von zwei Hektar ein. Die Burg steht teilweise unter Denkmalschutz und ist seit dem 18. April 1914 als archäologische Stätte eingetragen.

## Standort
Die Burg befindet sich im westlichen Teil der ummauerten Stadt Fougères. Sie wurde auf einem natürlich geschützten Felsen errichtet, der aus einem Sumpfgebiet ragt, das von einer Schleife des Nançon, eines Nebenflusses des Couesnon, umgeben ist und als natürlicher Wassergraben dient. Die Festung hatte die Aufgabe, den Nordosten des Herzogtums Bretagne zu verteidigen. Die Burg liegt in der Talsohle und ist von Schiefersteinbrüchen umgeben, was den Transport der Steine erleichterte.

## Geschichte
Ursprünglich handelt es sich bei der Burg im Wesentlichen um einen hölzernen Bergfried, der den höchsten Punkt der Anlage einnahm. Diese erste Burg, die im 11. Jahrhundert der Familie de Fougères gehörte, wurde 1166 nach der Belagerung durch Heinrich II. Plantagenet zerstört. Sie wurde geschleift und der Bergfried abgerissen. Raoul II. de Fougéres baute sie um 1176 wieder auf. Eine hölzerne Palisade wurde ab dem 13. Jahrhundert durch eine Steinmauer ersetzt. Zu dieser Zeit wurde die Stadt ebenfalls mit einer Stadtmauer umschlossen.
Raoul III. huldigte dem französischen König Ludwig IX. für Fougéres, doch Pierre de Dreux, genannt Mauclerc, Herzog von Bretagne, eroberte Fougères 1231 überraschend, musste dann aber Ludwig IX. weichen, der die Stadt und die Burg an der Spitze seiner Armee zurückholte. Raoul III. nahm an der Seite des Königs am Sechsten Kreuzzug (1246–1254) teil und starb 1256. Seine einzige Tochter, Jeanne de Fougères, die im Januar 1253 in Savigny Hugo XII. von Lusignan (Enkel von Pierre Mauclerc) geheiratet hatte, wurde Burgherrin, baute die großen Türme Melusine und Gobelin und stattete die Stadt mit befestigten Toren und Wällen aus. Fougères blieb bis 1314 im Besitz des Hauses Lusignan (Hugues XIII. († 1303), Guy I. († 1308) und Yolande I. († 1314)).
Nach Jolandas Tod wurde ihr Erbe von König Philipp IV. annektiert und als Apanage an seinen Sohn Karl vergeben, der 1322 König wurde und Fougères an Philipp von Valois weitergab, der im gleichen Jahr die Burg erst seinem Sohn Johann weiterreichte und 1328, als er selbst König geworden war, an seinen Bruder Charles II. d’Alençon († 1346); dessen Nachkommen besaßen Fougéres dann für die nächsten hundert Jahre (Charles III. (bis 1361, † 1375), Philippe II. (bis 1367, † 1397), Pierre († 1404), Jean II. († 1415) und Jean III. (bis 1427, † 1476)).
Während des Bretonischen Erbfolgekriegs (1341–1364) ließ sich Johann IV., Herzog von Bretagne, in Fougères nieder, doch Bertrand du Guesclin erobert die Festung zurück. Jean III. verkaufte Fougères 1427 an den Herzog von Bretagne, um ein Lösegeld zu bezahlen (er war 1424 in der Schlacht von Verneuil in Gefangenschaft geraten). Im März 1449, mitten im Waffenstillstand zwischen Frankreich und England, griff François de Surienne, ein spanischer Söldner im Auftrag der Engländer, mit 600 Mann die Burg mitten in der Nacht an. Die Einwohner wurden ermordet und die Stadt geplündert, im Jahr darauf ließ sich Surienne in der Stadt nieder und verschanzte sich dort. Erst nach einer zweimonatigen Belagerung durch den bretonischen Herzog Franz I., und einem Ausbruch der Pest, ergab sich Surienne.
Die Befestigungen wurden in dieser Zeit weiter ausgebaut, insbesondere von Pierre II. Die Burg verfügte nun über zwei gedrungene Türme, genannt Françoise und Tourasse.
Nach dem Vertrag von Le Verger im Jahr 1488 zwischen dem Herzog der Bretagne, Franz II., der jetzt als Vasall des französischen Königs Karl VIII. auftrat, wurde der Fougères diesem als Garantie überlassen. Als der Vertrag durch die Heirat von Anne de Bretagne und Maximilian von Österreich gebrochen wurde, eroberte Georges II. de La Trémoille, Lieutenant-général des Armées du Roi, im selben Jahr die Burg trotz einer Verteidigung aus 3.000 Mann innerhalb einer Woche, und der französische König ließ eine Garnison in Fougères, das er 1491 dem französischen Königreich angliederte.
Diane de Poitiers erhielt die Burg 1547 von Heinrich II. Sie wurde daraufhin zur Resident von Gouverneuren. Der Herzog von Mercœur, Gouverneur von Bretagne, Anführer der Katholischen Liga in der Bretagne und im Aufstand gegen Heinrich III., eroberte Fougéres am 28. März 1588 und flüchtete sich dorthin.
1793, während der Aufstand der Vendée, wurde die Burg von den Chouans und den Vendéern eingenommen. Das Logis aus dem 14. Jahrhundert wurde um 1810 zerstört.
Seit 1820 ist die Burg im Besitz der Familie de Pommeureul. Im Oktober 1828 hielt sich Honoré de Balzac mehrere Wochen in Fougères beim damaligen Besitzer Gilbert de Pommereul auf. Er besichtigte die Burg und die gesamte Region, um sich für seinen 1829 erschienenen Roman Les Chouans inspirieren zu lassen.
Victor Hugo ließ sich für den Roman Quatre-vingt-treize (erschienen 1879) vom Turm Melusine inspirieren und beschrieb ihn ausführlich: Er war Hugos „Tourgue“, „ein hoher und breiter Turm mit sechs Stockwerken, der hier und da von einigen Schießscharten durchbrochen war und als einzigen Eingang und Ausgang ein eisernes Tor hatte, das auf eine Brücke führte“. Am Boden befindet sich ein Gitter, durch das man das berühmte Burgverlies sehen kann, das mal als Gefängnis, mal als Speisekammer diente.
1892 wurde die Burg Fougères für 80.000 Goldfrancs (ca. 282.000 Euro heute) an die Stadt verkauft.

## Beschreibung

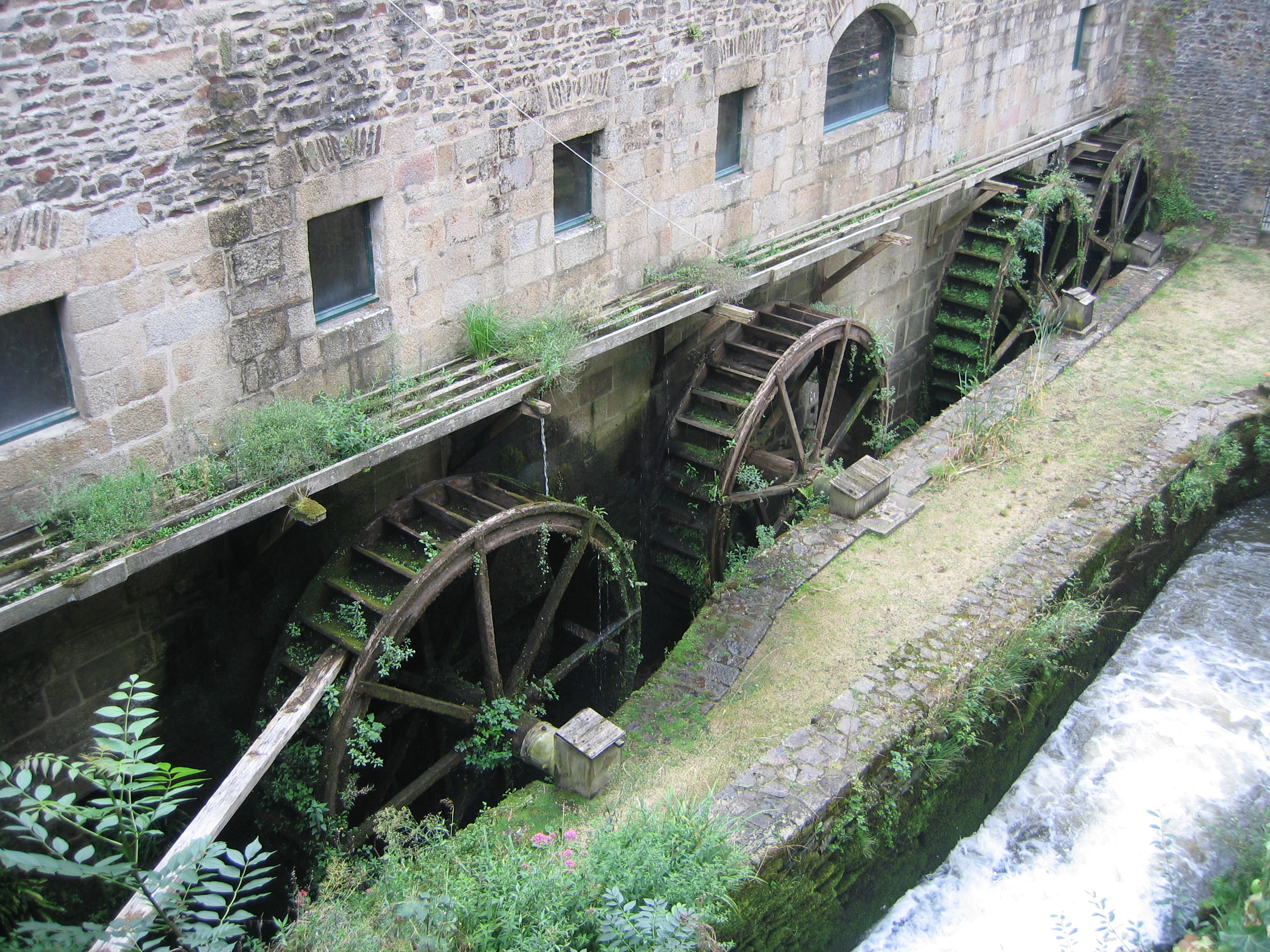
Die vierfache Wassermühle

Das Feudalburg Fougères, die über 400 Jahre hinweg errichtet wurde, ist ein Kompendium der Militärarchitektur dieser Zeit: die ersten Türme waren quadratisch und hatten zwar eine defensive, aber passive Rolle; die runden Türme sorgten dafür, dass die Verteidiger beim Beschuss keine toten Winkel befürchten mussten; die Hufeisentürme schützten geschickt die Turmbasen und gaben den Bogen- und Armbrustschützen genügend Bewegungsfreiheit. Die Mauern sind sehr gut erhalten und bilden drei Ringe. Insgesamt befindet sich die Burg Fougères jedoch in einem Zustand konservierter Überbleibsel.
Während das Herrenhaus verfallen ist (die Gebäude bestehen aus Granit und Schiefer, der mit Quadersteinen und gemischtem Mauerwerksverband verbaut ist, die Dächer sind aus Schiefer), ragen die Türme noch majestätisch in die Höhe. Einige können besichtigt werden: die quadratische Tour de La Haye-Saint-Hilaire (12. Jahrhundert.), der Zugang zum unteren Hof (basse cour) bietet, die Tour Raoul (15. Jh.), die Tour Melusine (14. Jh.) und die Tour du Hallay. Das Eingangstor wird von den Türmen Melusine und Le Gobelin (12. Jh.) am Ende des Felsvorsprungs verteidigt. Im 15. Jahrhundert vervollständigten die Tour d’Amboise, dann die Tour-Raoul und die Tour-Surienne die Befestigungsanlagen. Letztere wurden 1481 umgebaut. Vom unvollendeten Donjon (vielleicht aus dem 14. Jahrhundert) sind nur noch die Fundamente erhalten.
Am Eingang befindet sich eine vierfache Wassermühle, deren Räder 2013 restauriert wurden und noch funktionieren; eines davon treibt einen elektrischen Generator an. Diese Mühle befindet sich unterhalb des Pförtnerhauses.

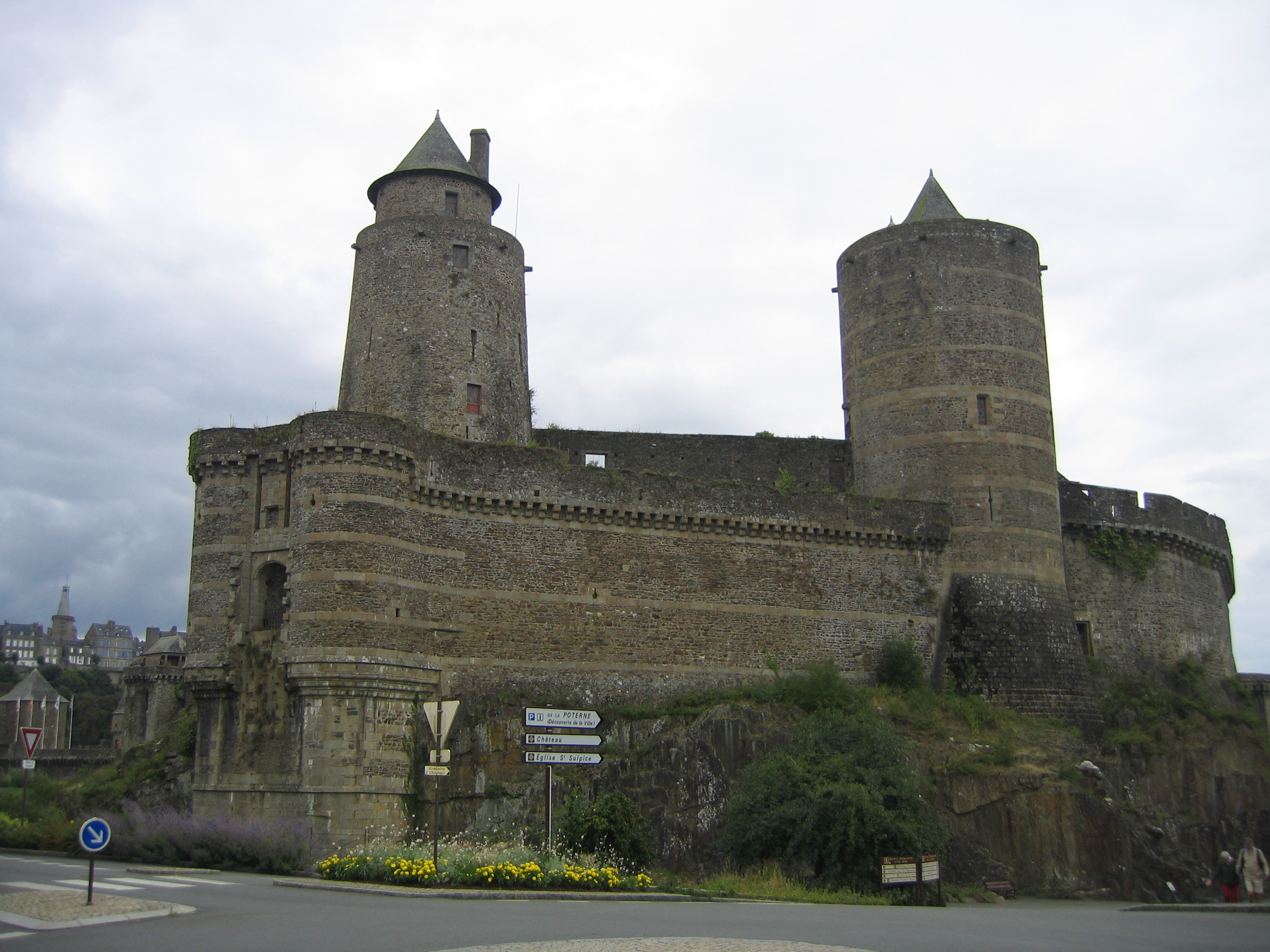
Die Türme und die Poterne d’Amboise (15. Jahrhundert)
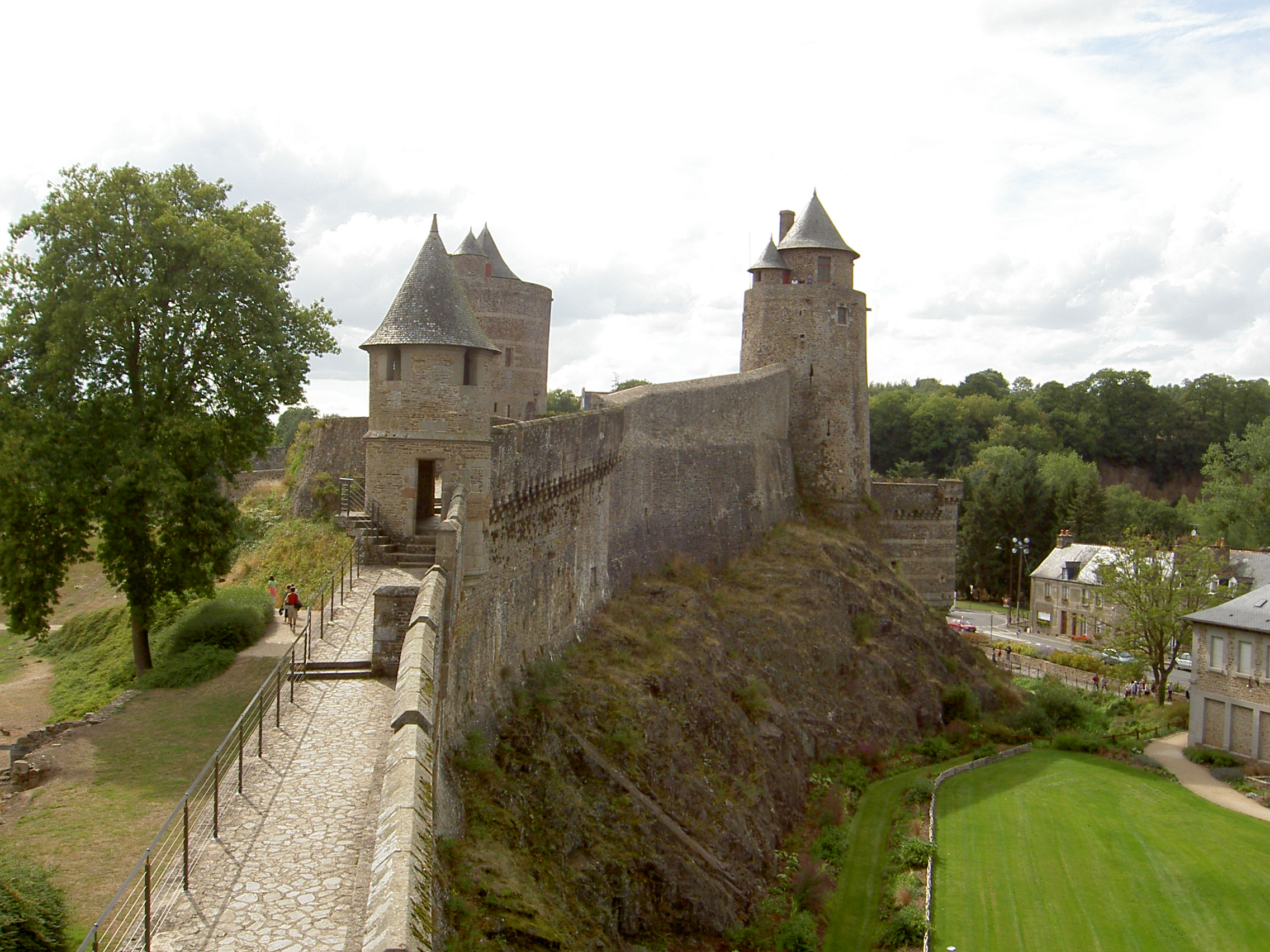
Die Tour de Guibé, hinten, die Tour Mélusine und rechts die Tour du Gobelin
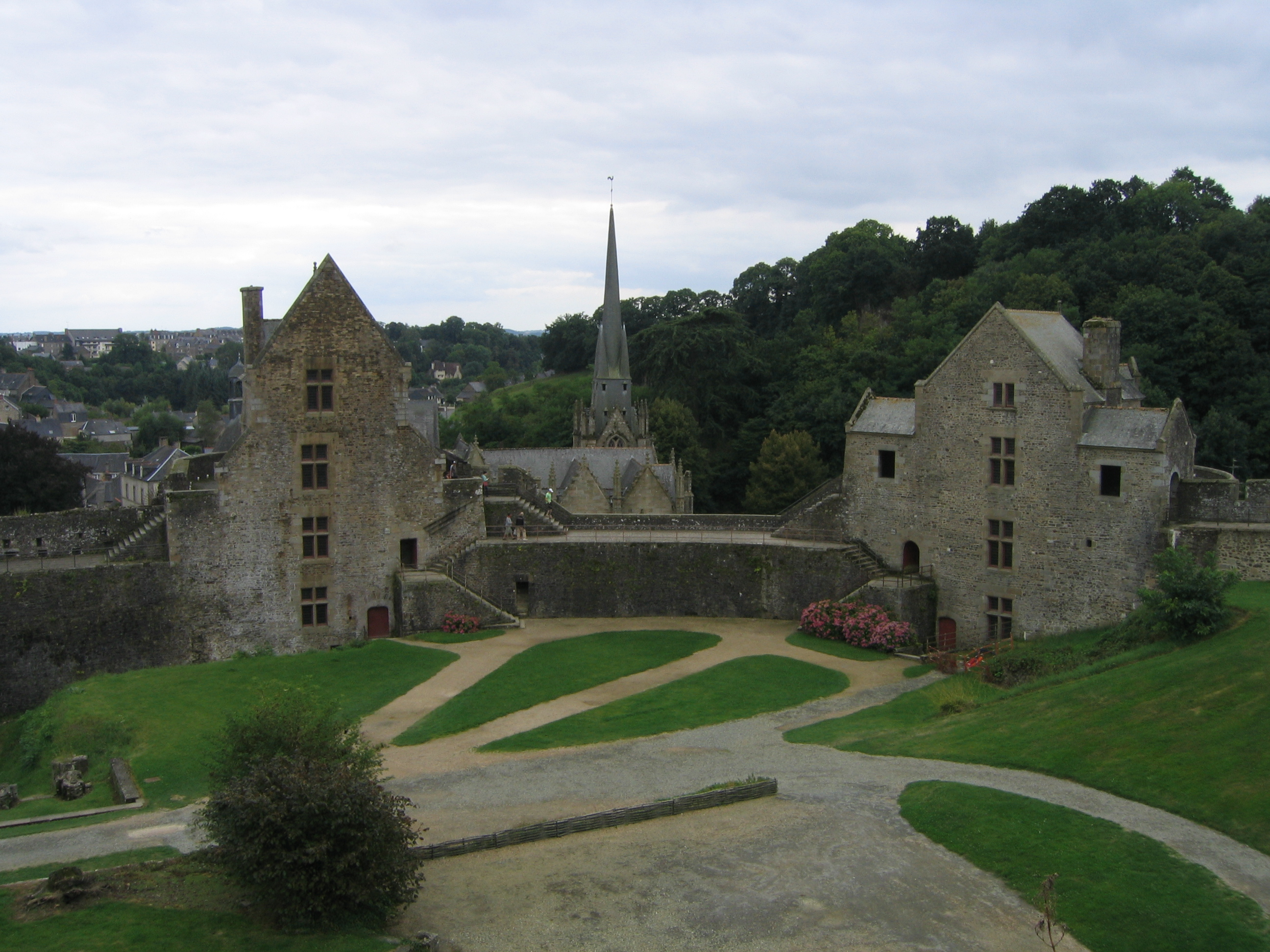
Der innere Hof mit der Tour Suriennes und der Tour Raoul; im Hintergrund die Kirche Saint-Sulpice
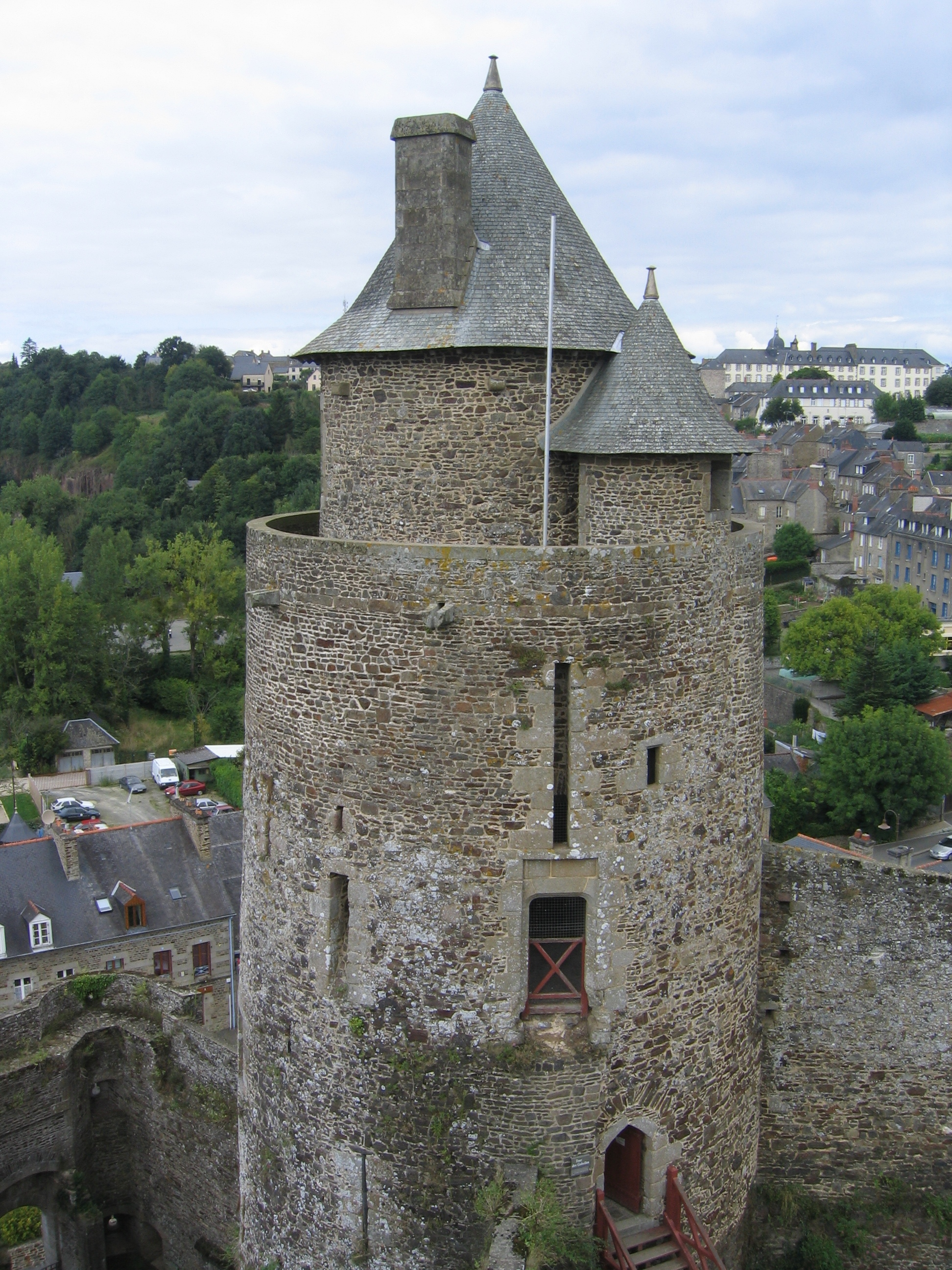
Die Tour du Gobelin
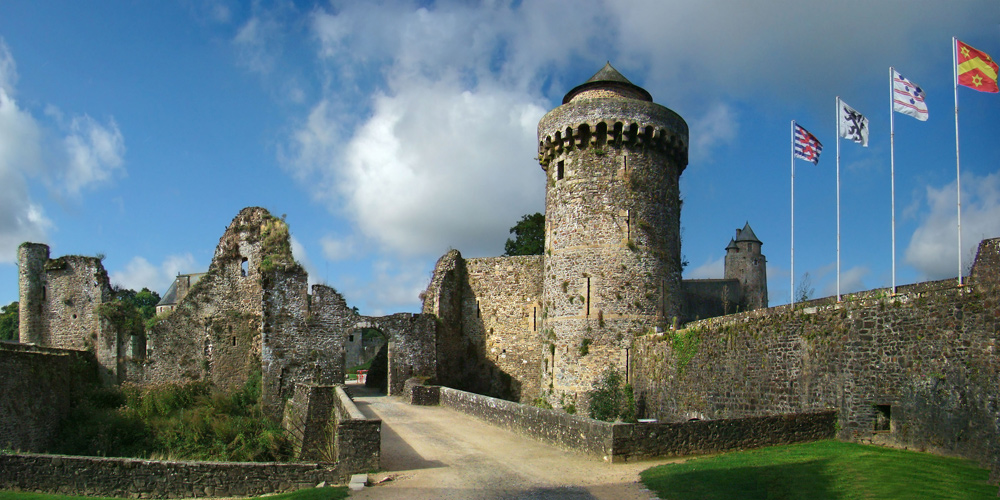
Die Avancée
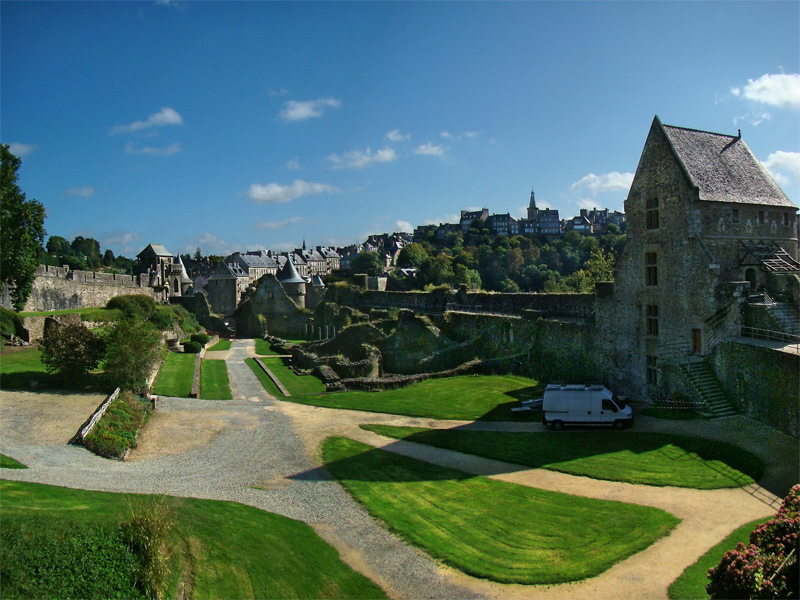
Die Basse-cour

## Denkmalschutz
Die Burg wurde 1862 zum französischen historischen Monument erklärt. Die Stadt erwarb die Burg 1892, und die Klassifizierung der Grundstücke in der Umgebung der westlichen Barbakane der Burg, die von der Rue du Château, der Route de Rennes und der Prairie de la Palestine begrenzt wird, wurde per Erlass vom 4. Juli 1928 erklärt. Schließlich wurden auch die Gräben und ehemaligen Gräben sowie die Grundstücke in ihrer unmittelbaren Umgebung und die auf diesen Grundstücken errichteten Gebäude, insbesondere die Maison du Gardien, durch Erlass vom 26. Februar 1953 unter Denkmalschutz gestellt.